# Национални еколошки центар Чаробни брег
Национални еколошки центар Чаробни брег је смештен је у смрчево-буковоj шуми на надморској висини од 1.353 m, на падинама Шарског вршка испод Зборишта (1.544 m нмв), највишег врха планине планине Таре. Изграђен је углавном од дрвета по узору на традиционалне брвнаре овог краја.
У овом објекту поред пословних просторија управљача парка природе Шарган — Мокра Гора, налазе се две учионице и сала пригодна за радионице и семинаре, дневни кафе, кухиња, ресторан за ручавање, 22 простране двокреветне, трокреветне и четворокреветне собе са купатилима, као и два трокреветна, односно, четворокреветна апартмана. Све собе опремљене су телевизорима и прикључцима за интернет мрежу. Takoђе, има бесплатан Wi-Fi.
Од националног еколошког центра Чаробни брег полази ски-лифт који се пење до врха Шарског вршка и представља везу са скијалиштем на Иверу на супротној страни гребена. Поред центра пролази локални пут којим се брзо стиже до Митровца на Тари и Заовина удаљених свега 16 km, као и до дринског језера Перућац удаљеном 25 km. Такође, поред центра пролази главна деоница обележене бициклистичке стазе укупне дужине око 100 km, као и обележене пешачка стаза укупне дужине 49 km. Ове стазе представљају живописну деоницу Европског пешачког пута Е7.